# Bobbie, „câinele minune”
Bobbie „câinele minune” (1921-1927), originar din statul american Oregon, a devenit faimos după ce a călătorit 4105 km pentru a se întoarce la casa stăpânului său, în orașul Silverton⁠(en)[traduceți]. Mai este cunoscut și sub numele de Bobbie Silverton.

## Istoric
În 1923, în timpul unei vacanțe în Indiana împreună cu familia, Bobbie, un metis de Ciobănesc scoțian⁠(en)[traduceți] și Ciobănesc englezesc⁠(en)[traduceți] în vârstă de 2 ani, s-a îndepărtat de aceștia și s-a pierdut. După o căutare exhaustivă, familia îndurerată s-a reîntors acasă, în Oregon, nemaisperând să îl vadă vreodată. Șase luni mai târziu, Bobbie a apărut în pragul casei murdar și foarte slab, cu labele julite până la os. Toate semnele indicau faptul că a străbătut întregul drum pe jos.
Încercarea prin care a trecut a presupus străbaterea a 4105 km de câmpie, deșert și munte, în timpul iernii, totul pentru a ajunge din nou acasă. După întoarcerea sa, Bobbie a ajuns rapid faimos. A devenit subiectul unor articole de ziar, inclusiv ''Ripley’s Believe It or Not!''⁠(en)[traduceți], cărți și filme, iar în 1924 și-a jucat propriul rol în filmul mut The Call of the West. A primit sute de scrisori din toată lumea, i-au fost dăruite un ham și o zgardă încrustate cu bijuterii și chei ale orașelor.

## Decesul și moștenirea
După moartea sa în 1927, Bobbie a fost înmormântat cu onoruri în cimitirul pentru animale al Oregon Humane Society din Portland. O săptămână mai târziu, Rin Tin Tin a depus o coroană la mormântul său, care este adăpostit de o căsuță pentru câini roșie și albă, primită cu ocazia unei apariții promoționale la Portland Home Show. Pentru o vedere mai bună, piatra funerară a fost mutată în afara căsuței.
Dovada de loialitate a lui Bobbie este celebrată în cursul paradei anuale din Silverton dedicată animalelor, care servește drept memento al locului special pe care animalele îl ocupă în viața oamenilor. Evenimentul a fost inaugurat la câțiva ani după moartea sa, iar în fruntea primei parade s-a aflat fiul său, Pal. Un tablou de 21 de metri lungime care ilustrează povestea lui Bobbie face parte dintr-o serie de picturi murale care decorează pereții firmelor din Silverton.
La sfârșitul anului 2012, ca urmare a  convingerii populației că locul în care a fost înmormântat nu îi onorează viața și legătura cu orașul în care s-a născut, un grup de oameni din Silverton au luat inițiativa de a deshuma rămășițele lui Bobbie și de a le repatria, pentru comemorare.